# Favria
Favria ist eine italienische Gemeinde in der Metropolitanstadt Turin (TO), Region Piemont.

## Lage und Einwohner
Favria liegt 35 km nördlich von Turin. Die Nachbargemeinden sind Rivarolo Canavese, Busano, Oglianico und Front. Das Gemeindegebiet umfasst eine Fläche von 14 km² und hat 5006 Einwohner (Stand 31. Dezember 2023). 

## Geschichte
Der Ursprung des Ortsnamens liegt im lateinischen Wort Fabrica, dessen Bezeugung bis ins Jahr 1110 zurückreicht. Die Burg, die im Zentrum der Stadt steht, stammt aus dem 12. Jahrhundert. Lange Zeit gehörte es den Markgrafen von Monferrato und hatte die Aufgabe, das Lehen zu schützen.

## Bildgalerie

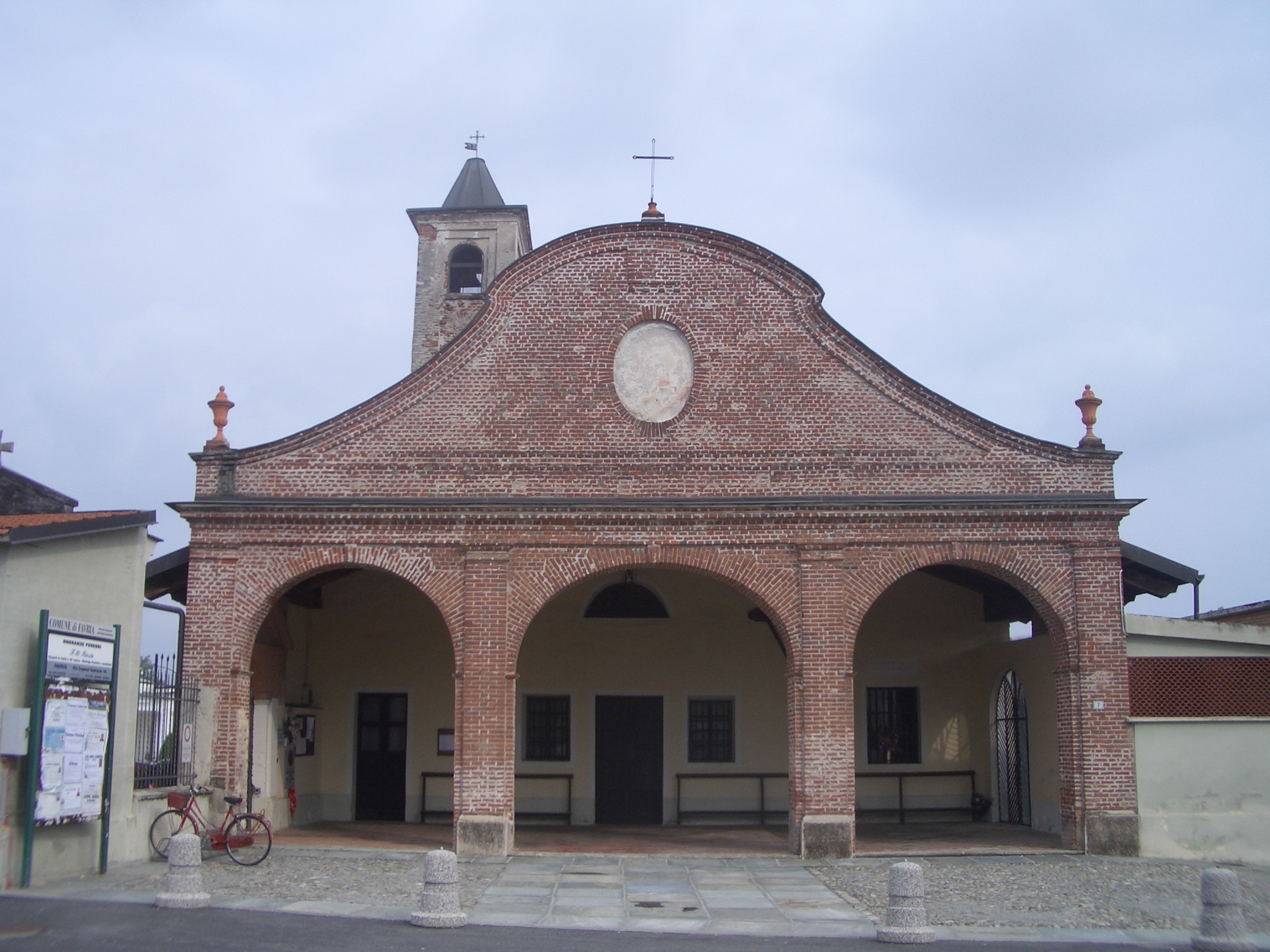
Kirche San Pietro Vecchio
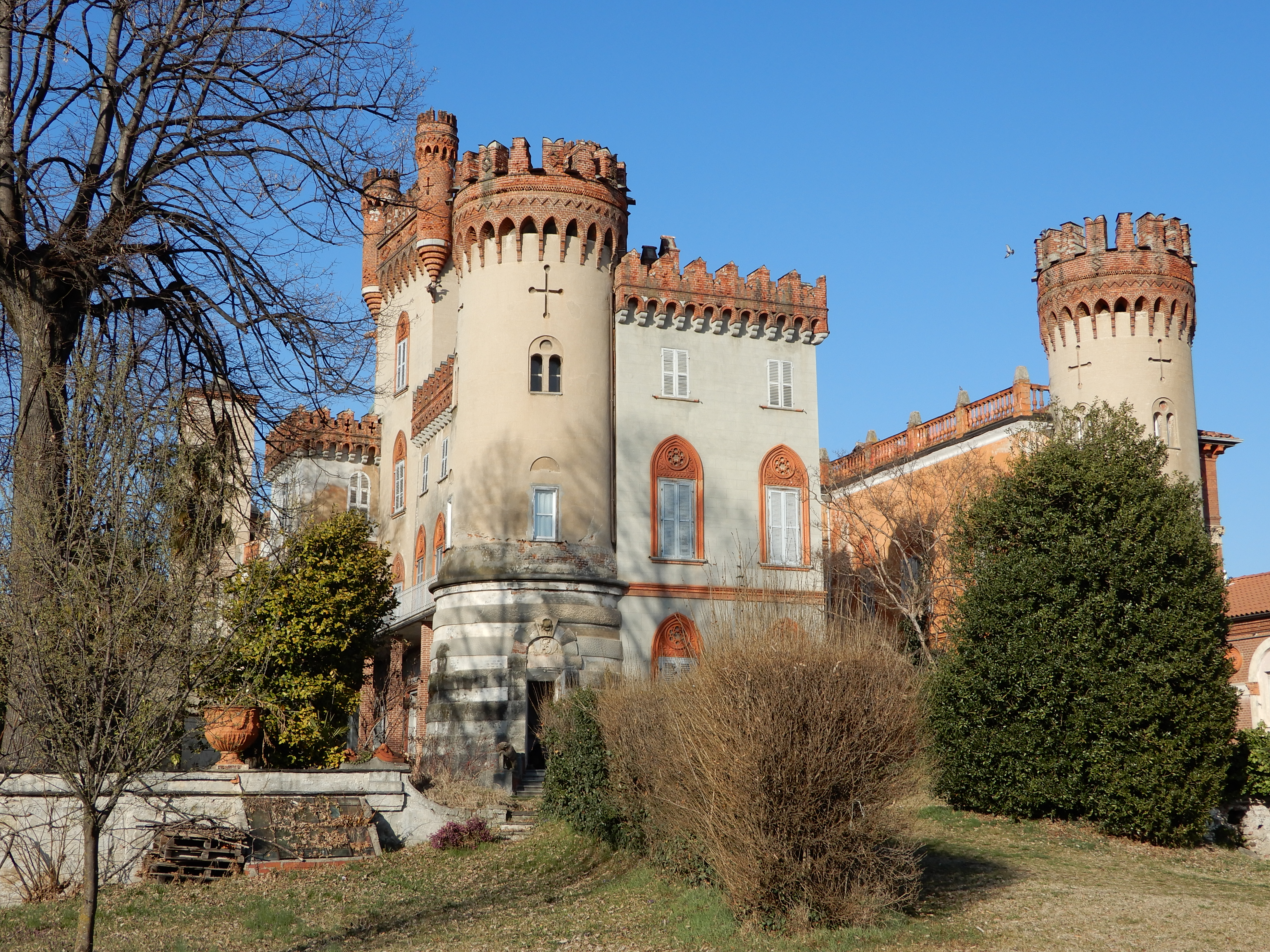
Burg Favria
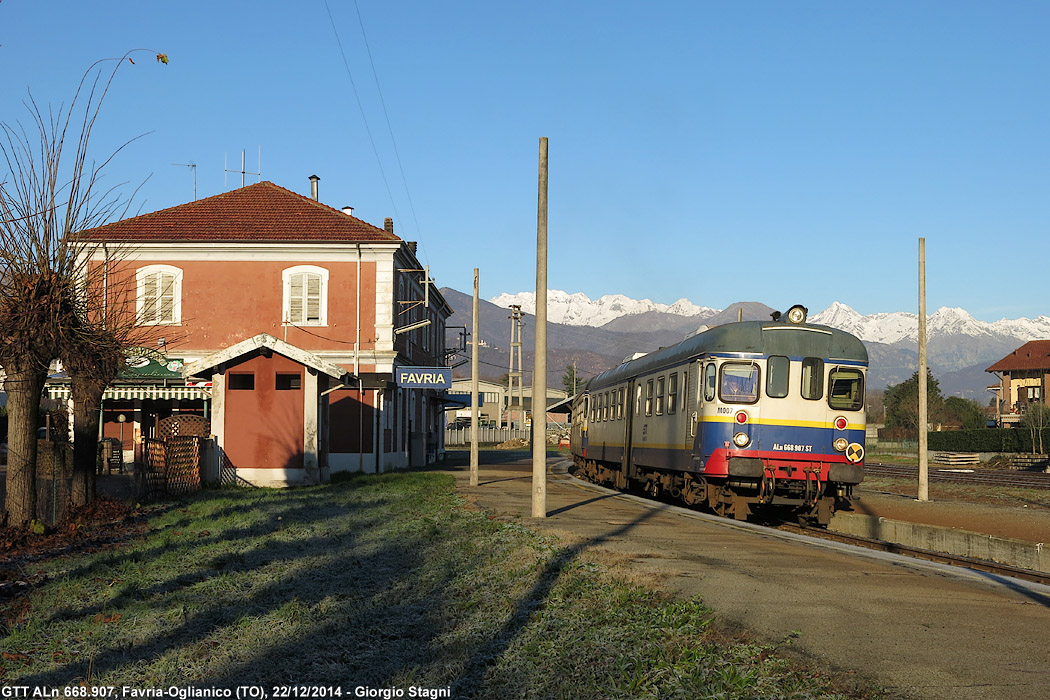
Bahnhof